# Konrad von Helmsdorf
Konrad von Helmsdorf lebte im 14. Jahrhundert und war ein Schweizer Übersetzer.

## Leben
Vermutlich entstammte Konrad von Helmsdorf der gleichnamigen thurgauischen Adelsfamilie Helmsdorf, deren Burg in Immenstaad am Bodensee lag und die unter anderem auch Eppishausen im Thurgau besassen, in deren Nähe, in Buhwil, ihr späterer Stammsitz, lag. Das Schloss Eppishausen wurde 1813 an Joseph von Lassberg verkauft, der dort mit seiner Ehefrau Maria Anna Freiin von Droste zu Hülshoff (gen. Jenny, * 1795 † 1859), die Schwester der Schriftstellerin Annette von Droste-Hülshoff, lebte, und der sich sehr intensiv mit der Person von Konrad von Helmsdorf beschäftigte.
Nach einer aus dem späten 15. oder 16. Jahrhundert stammenden Notiz schrieb Konrad von Helmsdorf, der eventuell mit dem gleichnamigen Chorherrn des Stifts St. Pelagius in Bischofszell identisch ist, in einer eigenständigen alemannischen Bearbeitung die lateinischsprachige Erbauungsschrift Speculum humanae salvationis (siehe auch Heilsspiegel). Die Schrift wurde 1924 von dem Germanisten Axel Lindquist (1882–1959) mit dem Titel Der Spiegel des menschlichen Heils herausgegeben.
Die Handschrift von Konrad von Helmsdorf befindet sich heute in der Vadianischen Bibliothek in St. Gallen.

## Schriften (Auswahl)
- Axel Lindquist (Hrsg.): Konrad von Helmsdorf: Der Spiegel des menschlichen Heils. Berlin, 1924.